# Wittscher Topf

Wittscher Topf. Rechts bestückt mit Filtrationstrichter und Becherglas.

Der Wittsche Topf ist ein in chemischen Laboratorien benutztes großes zylindrisches Glasgerät.
Es kann mit einem Schliffdeckel verschlossen werden, der mit einem Tubus versehen ist. Es wird benutzt zur Filtration (manchmal auch Destillation) unter normalem oder vermindertem Druck. Zur Anwendung unter vermindertem Druck ist das Glasgefäß seitlich mit einem Saugstutzen versehen über den mittels eines Vakuumschlauchs eine Verbindung zu einem Vakuumerzeuger (Wasserstrahlpumpe oder Vakuumpumpe) hergestellt werden kann.